# کالین هانبوسا
کالین هانبوسا (به انگلیسی: Colleen Hanabusa) نمایندهٔ حوزه انتخابیه اول هاوائی از حزب دموکرات ایالات متحده آمریکا در مجلس نمایندگان ایالات متحده آمریکا است که برای نخستین‌بار در ۳۰ ژانویه ۲۰۱۱ میلادی به‌عضویت این مجلس درآمد.